# Earle Wells
Earle Leonard Wells (Auckland, 27 de outubro de 1933 — Whakatane, 1 de outubro de 2021) foi um velejador neozelandês, campeão olímpico. Ele competiu nos Jogos Olímpicos de Verão de 1964 na classe Flying Dutchman e conquistou a medalha de ouro, ao lado de Helmer Pedersen.
Ele também era remador, e seus quatro coxistas perderam por pouco a seleção para os Jogos de 1960. Mais tarde, ele velejou na classe Dragon antes de começar as corridas oceânicas e competiu em cinco edições da Sydney to Hobart Yacht Races. Wells e Pedersen foram incluídos no Hall da Fama dos Esportes da Nova Zelândia em 1990.